# 福井博章
福井 博章（ふくい ひろあき、1976年6月19日 - ）は、日本の俳優。
愛知県出身。2010年末までシス・カンパニー所属、2012年4月から今井事務所所属。

## 来歴
2005年、「愛・地球博」瀬戸日本館で公演された『群読 叙事詩劇・一粒の種』に参加、2006年10月クールのTBS系ドラマ『セーラー服と機関銃』で、テレビドラマ初出演。
各地の特撮キャラクターショーにてスーツアクターとしても出演している。

## 出演
公式サイトの「主な経歴」を元に記載。

### テレビドラマ
- 金曜ドラマ「セーラー服と機関銃」（2006年、TBS） - 剛田英樹 役
- 土曜プレミアム「弁護士 灰島秀樹」（2006年、フジテレビ） - 神ヶ浦町住民 役
- 土曜プレミアム「硫黄島〜戦場の郵便配達〜」（2006年、フジテレビ） - 佐藤義男 役
- 水曜ミステリー9『刑事吉永誠一 涙の事件簿5 約束の指切り』（2007年、テレビ東京） - 加山隆一 役
- 月曜ゴールデン『山村美紗サスペンス狩矢警部シリーズ(3)京都茶道三姉妹殺人事件』（2007年、TBS） - 和馬 役
- ドラマ24「Xenos」（2007年、テレビ東京） - 根本健 役
- 金曜ドラマ「山田太郎ものがたり」（2007年、TBS） - 大崎新之助 役
- 日曜劇場「ハタチの恋人」（2007年、TBS） - INF東京社員 役
- ガリレオ（2007年、フジテレビ） - 小淵沢隆史 役
- 新・美味しんぼ PART2（2007年、フジテレビ） - 岡星良三 役
- ユンゲル（2008年、フジテレビ） - 小淵沢隆史 役
- 土曜ドラマ「1ポンドの福音」Round2（2008年1月、日本テレビ） - 来栖友也 役
- 日本テレビ開局55年記念番組「東京大空襲」（2008年3月、日本テレビ）
- 日曜劇場「猟奇的な彼女」（2008年5月、TBS） - 4回戦ゲスト
- 愛の劇場「再婚一直線!」第32話 - 35話（2008年6月、TBS）
- 木曜劇場「コード・ブルー -ドクターヘリ緊急救命-」第2話（2008年7月、フジテレビ）
- 千の風になって ドラマスペシャル「なでしこ隊〜少女達だけが見た特攻隊・封印された23日間〜」（2008年9月20日、フジテレビ）
- 土曜プレミアム「ガリレオΦ」（2008年10月4日、フジテレビ） - 小淵沢隆史 役
- 252 生存者あり episode.ZERO（2008年12月5日、日本テレビ）
- ヴォイス〜命なき者の声〜 第9話・第10話（2009年3月9日、16日、フジテレビ） - 梅木誠役
- MR.BRAIN 第2話（2009年5月30日、TBS） - 高田英一 役
- 科捜研の女 第9シリーズ 第3話（2009年7月16日、テレビ朝日）- 片山則彦 役
- こちら葛飾区亀有公園前派出所（2009年、TBS） - 田端 役
- 傍聴マニア09〜裁判長!ここは懲役4年でどうすか〜 最終話（2009年12月24日、読売テレビ）
- 土曜プレミアム「阪神・淡路大震災から15年 神戸新聞の7日間 〜命と向き合った被災記者たちの闘い〜」（2010年1月16日、フジテレビ）
- 君たちに明日はない（2010年2月6日、NHK） - ラーメン店主人 役
- 中学生日記（2010年5月15日、NHK）
- 浅見光彦シリーズ (フジテレビのテレビドラマ)38（2010年） - 新谷高志
- 海賊戦隊ゴーカイジャー 第1話（2011年2月13日、テレビ朝日）[4]
- 仮面ライダーシリーズ
  - 仮面ライダーオーズ/OOO 第25話・第26話（2011年3月6日・20日、テレビ朝日） - 岡村一樹 役
  - 仮面ライダードライブ 第29話（2015年5月10日、テレビ朝日） - 根岸逸郎 役[5]
- 遺留捜査 第8話（2011年6月1日、テレビ朝日） - 尾崎克夫 役
- 新・警視庁捜査一課9係 season3 第5話（2011年8月3日、テレビ朝日） - 本城篤史 役
- 金曜プレステージ 警部補・元山純平〜オルゴール連続殺人事件〜（2011年8月19日、フジテレビ）[6]
- ドラマスペシャル 刑事魂（2012年3月31日、テレビ朝日） - 今井太一 役[7]
- ハンチョウ〜警視庁安積班〜 第6話（2012年5月14日、TBS） - 深町高広 役
- 土曜ワイド劇場『東京駅お忘れ物預り所(5)滋賀しがらき・登り窯に殺意の炎!!』（2012年7月7日、テレビ朝日） - 兵藤和晃 役
- 東京トイボックス（2013年10月 - 12月、テレビ東京） - 猿渡 役
- 相棒
  - season12 最終話「プロテクト」（2014年） - 久保寺昌樹 役
  - season19 第7話「同日同刻」（2020年） - 井原俊樹 役
- TEAM -警視庁特別犯罪捜査本部- 第2話（2014年4月23日、テレビ朝日） - 千葉竜吾 役
- 男と女のミステリー時代劇（2016年） - 伊之助
- 警視庁・捜査一課長season3第2話（2018年4月19日、テレビ朝日） - 飯伏吟太 役
- 特捜9season2（2019年4月10日 - 6月26日、テレビ朝日） - 峰島真也
- 日曜プライム 「おかしな刑事20」（2019年6月16日、テレビ朝日） - 内川康則 役
- ウルトラマンZ 第15話（2020年10月3日、テレビ東京） - 業者1 役
- 大河ドラマ 青天を衝け（2021年、NHK） - 村田文右衛門 役
- 剣樹抄〜光圀公と俺〜 第3話（2021年11月5日 - 12月24日、NHK BSプレミアム） - 稲川隼人正 役
- 刑事7人 Season8 第5話（2022年） - 早田和也 役

### 映画
- 容疑者Xの献身（2008年10月4日公開）
- 私は貝になりたい（2008年11月22日公開）
- 死刑台のエレベーター（2010年10月9日公開）
- こちら葛飾区亀有公園前派出所 THE MOVIE 〜勝どき橋を封鎖せよ!〜（2011年8月6日公開）
- アンフェア the answer（2011年9月17日公開）
- 映画「YAMANEKO」（2025年1月24日公開） - 島田 役

### 舞台
- 群読 叙事詩劇・一粒の種（2005年9月）
- 母・肝っ玉とその子供たち（2005年11月）
- 瞼の母（2008年5月）
- ヘンリー六世（2010年3月）
- 大江戸に降る雪（2011年1月）
- SCANP ONE（2012年1月）
- 山田ジャパン番外公演 東京ミーコ#1「いい嘘、悪い嘘」（2012年8月、ウッディーシアター）